# Agoeti's
De agoeti's (Dasyprocta), ook wel goudhazen genoemd, zijn een geslacht van Latijns-Amerikaanse knaagdieren.

## Kenmerken
Agoeti's zijn grote, slanke knaagdieren met lange ledematen en een ruwe, roestbruine vacht. Ze hebben een grote kop met hoekige snuit en korte stevige poten. Aan de achterpoten zitten drie tenen. De dieren hebben een zeer kleine staart. De lichaamslengte bedraagt ongeveer 40 cm.

## Leefwijze
Agoeti's gaan overdag op zoek naar noten, vruchten en de groenere delen van planten, maar ook eieren, insecten, wormen en jonge vogels staan op het menu. Tijdens het eten van kleinere voedseldelen zitten ze, waarbij ze het voedsel tussen hun voorpoten vasthouden. Dit is vergelijkbaar met het gedrag van een eekhoorn. Grotere noten en vruchten als paranoten zijn te groot om vastgehouden te worden. In tijden van overvloed leggen ze voedselvoorraden aan, voor mindere tijden, die soms vergeten worden. Op deze manier leveren agoeti's een belangrijke bijdrage aan de verspreiding van zaden.

## Voortplanting
Agoeti's leven in groepen van een volwassen paartje en hun jongen. Ze krijgen één of twee jongen per worp, die al vrij snel na de geboorte kunnen lopen.

## Verspreiding
Ze leven op de bosbodem en op savannes, voornamelijk in de buurt van water. Ook komen ze voor in landbouwgebieden. Agoeti's komen voor van Mexico en de Kleine Antillen tot Paraguay en Noordoost-Argentinië. Ze zijn ingevoerd op de Maagdeneilanden, Cuba en de Kaaimaneilanden.

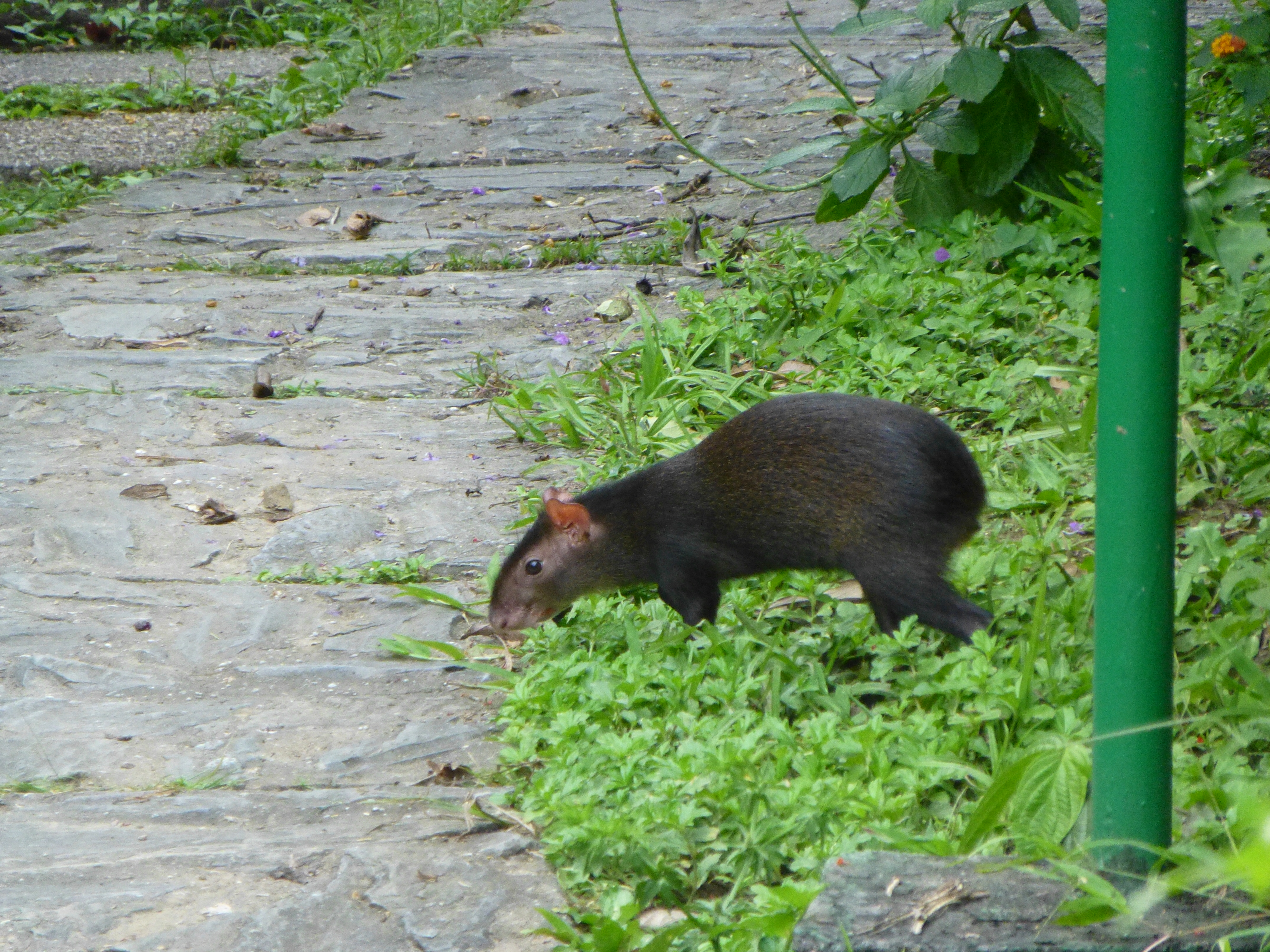
Midden-Amerikaanse agoeti (Dasyprocta punctata)

## Soorten
Er worden 13 soorten in dit geslacht geplaatst:
- Dasyprocta azarae – Azara's agoeti
- Dasyprocta coibae – Coiba-agoeti
- Dasyprocta croconota
- Dasyprocta fuliginosa – Mooragoeti
- Dasyprocta guamara – Orinoco-agoeti
- Dasyprocta iacki
- Dasyprocta kalinowskii – Kalinowski's agoeti
- Dasyprocta leporina – Goudhaas
- Dasyprocta mexicana – Mexicaanse agoeti
- Dasyprocta prymnolopha – Zwartbuikagoeti
- Dasyprocta punctata – Midden-Amerikaanse agoeti
- Dasyprocta ruatanica – Roatan-agoeti
- Dasyprocta variegata